# Reprezentacja Kazachstanu w piłce ręcznej mężczyzn
Reprezentacja Kazachstanu w piłce ręcznej mężczyzn – narodowy zespół piłkarzy ręcznych Kazachstanu. Reprezentuje swój kraj w rozgrywkach międzynarodowych.

## Turnieje

### Udział wmistrzostwach Azji
| Rok  | Wynik | Źródło |
| ---- | ----- | ------ |
| 1993 | 11.   |        |
| 1995 | 8.    |        |
| 2000 | –     |        |
| 2002 | –     |        |
| 2004 | –     |        |
| 2006 | –     |        |
| 2008 | –     |        |
| 2010 | –     |        |
| 2012 | –     |        |
| 2014 | –     |        |
| 2016 | –     |        |
| 2018 | –     |        |
| 2020 | –     |        |
| 2022 | –     |        |